# Street Dogs (album)
Street Dogs is het vijfde studioalbum van de Amerikaanse punkband Street Dogs. Het is uitgegeven op 31 augustus 2010 en bevat een heropname van het nummer "Fighter", dat oorspronkelijk op het debuutalbum van de band stond, Savin Hill. Dit is tevens het laatste album waar drummer Paul Rucker op te horen is.

## Nummers
1. "Formation" - 0:43
2. "Rattle and Roll" - 1:50
3. "Up the Union" - 2:29
4. "Punk Rock and Roll" - 2:35
5. "The Shape Of Other Men" - 2:24
6. "Yesterday" - 2:26
7. "Too Much Information" - 1:43
8. "Bobby Powers" - 2:41
9. "In Stereo" - 2:43
10. "Hang 'Em High" - 1:20
11. "Ghosts" - 2:18
12. "Harpo" - 2:12
13. "10 Wood Rd." - 2:21
14. "Portland" - 2:21
15. "Freedom" - 1:33
16. "Oh Father" - 2:53
17. "Fighter" - 3:12
18. "Poor, Poor Jimmy" - 3:00
19. "Ballad of Detroit" (bonustrack)
20. "Greed" (bonustrack)
21. "Pedestal" (bonustrack)

## Band
- Mike McColgan - zang
- Johnny Rioux - basgitaar
- Marcus Hollar - gitaar
- Tobe Bean III - slaggitaar
- Paul Rucker - drums